# Касли

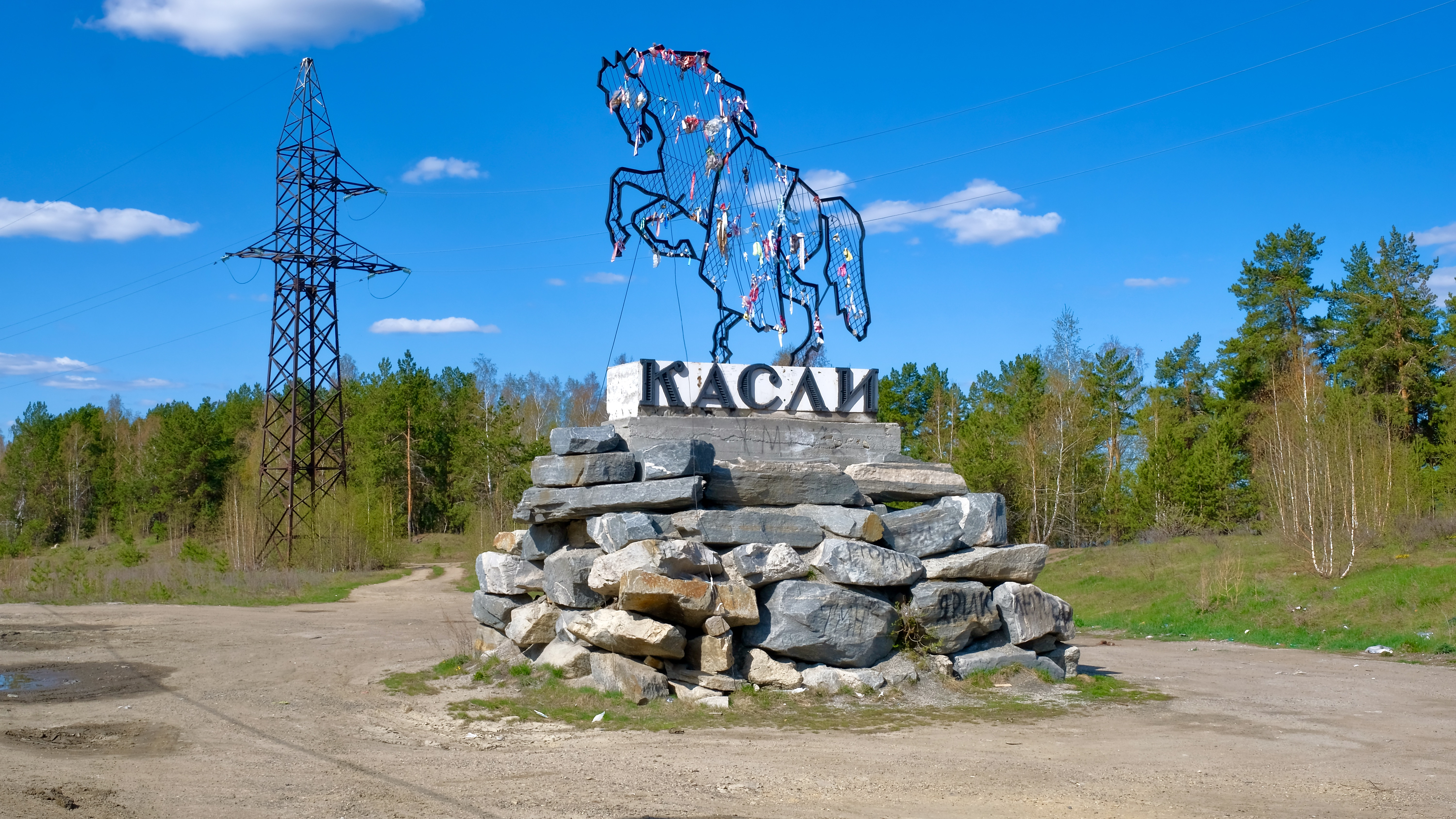
Стела на въезде в город

Касли́ — город в Российской Федерации, административный центр Каслинского района Челябинской области. Крупный индустриальный и культурный центр, а также центр народного промысла Каслинского художественного чугунного литья.

## Этимология
Название Касли (башк. Кәҫле, диалек. Кәһте) произошло от близлежащих озёр Большие Касли и Малые Касли, а эти лимнонимы, в свою очередь, имеют тюркское происхождение и объясняются либо башкирским Каҙлы — «гусиный», либо татарским каса — «чаша». Другой вариант происхождения названия города — от башкирского кәҫле, что означает «дернистый».

## Географическое положение
Город расположен на севере Челябинской области среди озёр Иртяш, Большие Касли, Малые Касли, Киреты и Сунгуль, в 125 км (кратчайший путь для автомобиля) от Екатеринбурга, в 90 км (по прямой) от Челябинска.

## История
23 мая 1746 года основан как посёлок Каслинский при строительстве промышленниками Коробковыми чугуноплавильного и железоделательного завода. В 1751 году завод был куплен Н. Н. Демидовым. В европейскую часть России готовая продукция доставлялась сплавным путём по реке Уфе через Сорокинскую пристань.
Летом 1910 года Каслинский завод Екатеринбургского уезда Пермской губернии становится сюжетом серии цветных фотографий российского фотографа Сергея Прокудина-Горского. Цветные снимки позволяют особенно ярко оценить неизменность внешнего облика города.
25 февраля 1929 года Касли становятся посёлком городского типа, а 29 июля 1942 года получают статус города.
17 января 1934 года с упразднением Уральской области и созданием Челябинской области Касли включаются в состав последней.
29 сентября 1957 года в результате аварии на закрытом химкомбинате «Маяк», производившем плутоний-238, город вошёл в полосу отчуждения, из которой выселяли жителей.
1 февраля 1963 года Каслинский район был упразднён, его территория была передана Кунашакскому району, а Касли были переданы в административно-территориальное подчинение городу Кыштыму.
12 января 1965 года Каслинский район был восстановлен, а Касли стали городом областного подчинения.

## Население
| 1931    | 1939    | 1959    | 1967    | 1970    | 1979    | 1989    | 1992    | 1996    |
| ------- | ------- | ------- | ------- | ------- | ------- | ------- | ------- | ------- |
| 17 500  | ↗21 300 | ↗21 837 | ↘21 000 | ↘20 672 | ↗21 166 | ↗21 530 | ↘21 200 | ↘19 700 |
| 1998    | 2002    | 2003    | 2005    | 2006    | 2007    | 2008    | 2009    | 2010    |
| ↘19 400 | ↘19 091 | ↗19 100 | ↘18 600 | ↘18 400 | ↘18 300 | ↘17 624 | ↗17 932 | ↘16 969 |
| 2011    | 2012    | 2013    | 2014    | 2015    | 2016    | 2017    | 2018    | 2019    |
| ↘16 955 | ↘16 879 | ↘16 776 | ↘16 708 | ↘16 637 | ↘16 488 | ↘16 263 | ↘16 013 | ↘15 853 |
| 2020    | 2021    | 2023    |         |         |         |         |         |         |
| ↘15 673 | ↘15 383 | ↘15 006 |         |         |         |         |         |         |

На 1 января 2025 года по численности населения город находился на 782-м месте из 1124 городов Российской Федерации.

## Экономика

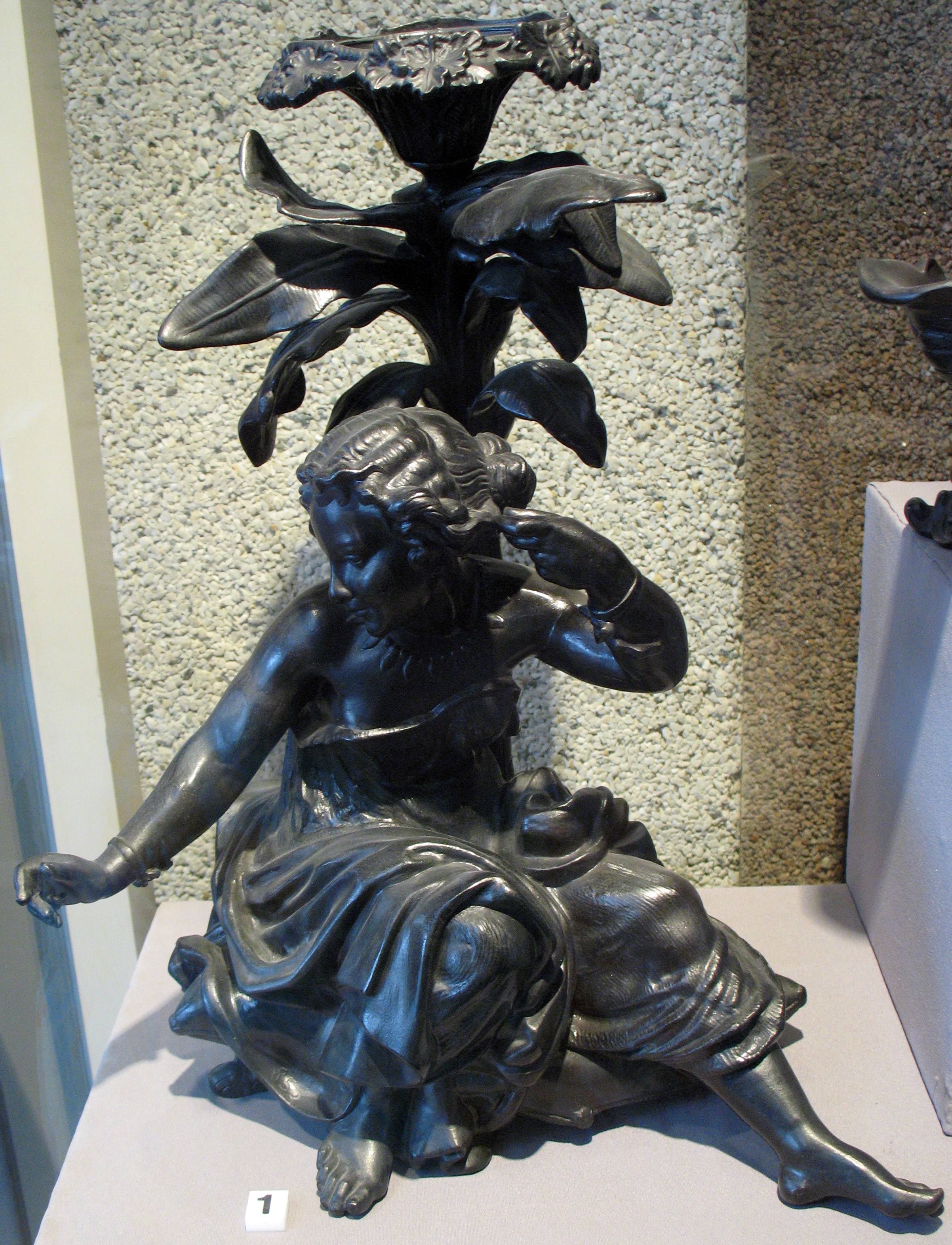
Подставка под цветы «Женщина под банановым деревом». По западноевропейской бронзовой модели 2-й половины XIX века. Формовщик Г. Лежнев. Отливка 1898 года. Каслинский чугунолитейный и железоделательный завод

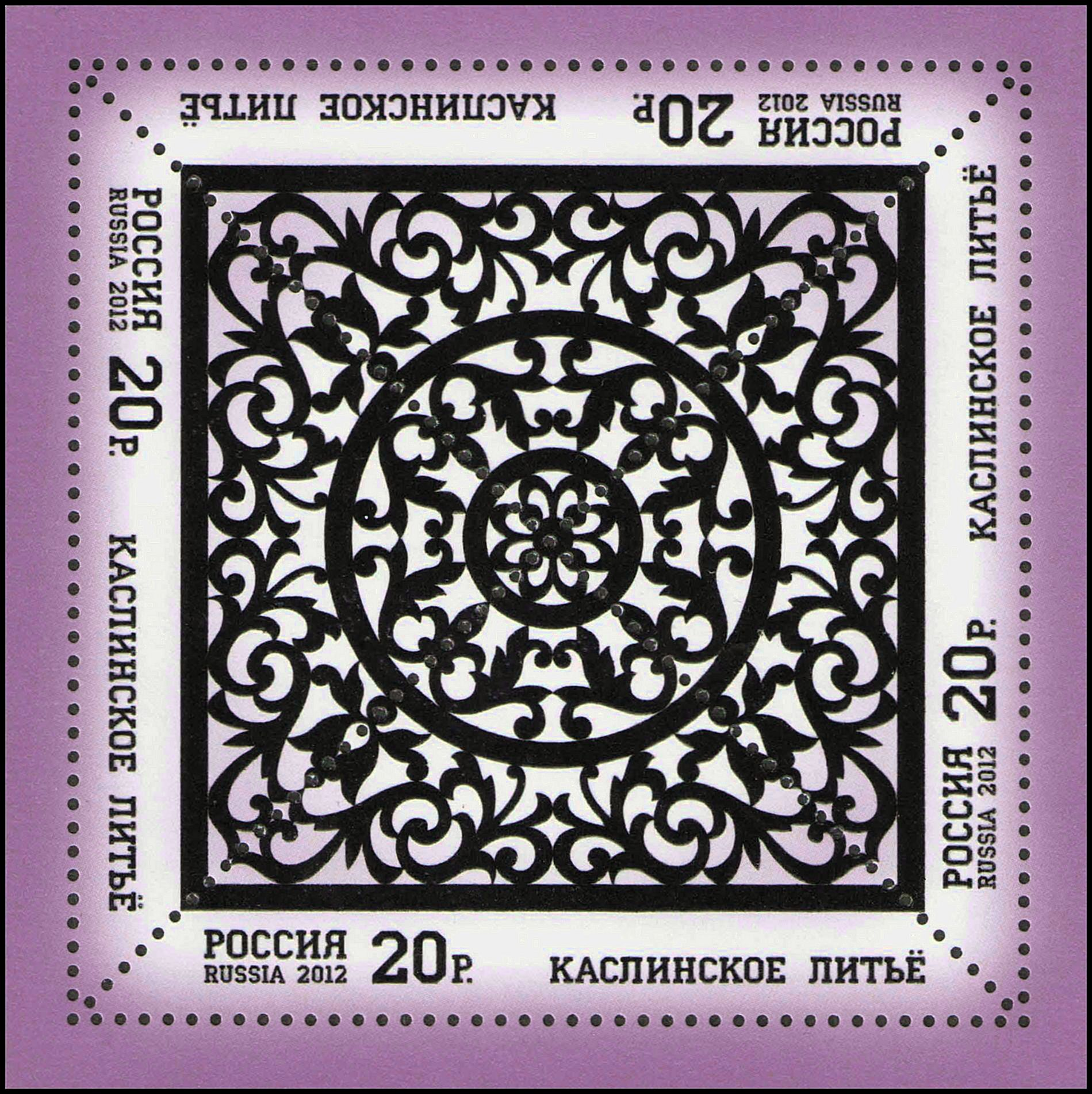
Образец декоративной решётки Каслинского художественного литья, запечатлённый на почтовой марке

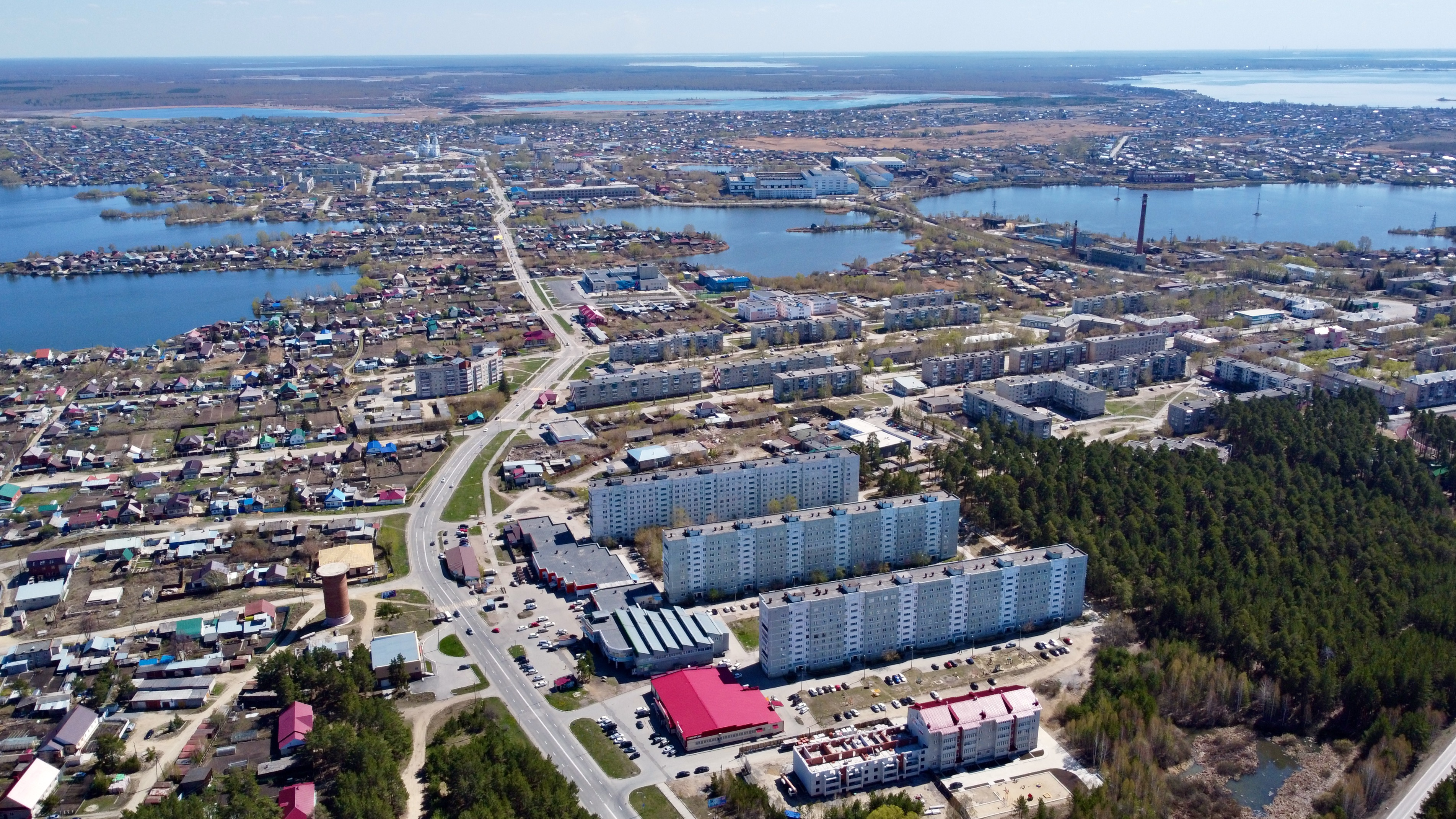
Вид на город с высоты

Касли широко известны благодаря прославленному художественному Каслинскому литью из чугуна. Литейный завод, ныне принадлежащий ПАО «Мечел», является одним из старейших на Урале. Основанный более 265 лет назад, Каслинский машиностроительный завод внёс огромный вклад в развитие уральской металлургии. В то время когда в начале XIX столетия происходил постепенный переход от преобладания архитектурных декоративно-монументальных форм чугунного, художественного литья к малым кабинетным формам, своим художественным литьём начинает выделяться Каслинский завод, имеющий отличный чугун и уникальные формовочные смеси из местных песков. В начале XIX века завод специализируется на отливке бытовых предметов, ажурных решёток, оград, половых плит, сложных надгробных памятников. Позднее налаживается выпуск парковой мебели, декоративных тарелок, подсвечников, пресс-папье с укреплёнными на них небольшими скульптурами в виде фигурок, зачастую повторяющих популярные бронзовые образцы, не уступая им ни по отделке, ни по уровню исполнения. Достоинства изделий Каслинского завода были оценены золотой и серебряной медалями, полученными на выставках в Санкт-Петербурге в 1860 и 1861 гг., а закрепили этот успех высокие награды на Всемирных выставках в Париже, Вене, Филадельфии, Копенгагене, Стокгольме. На данный момент завод занимается техническим, художественным и архитектурным литьём из чугуна, производит решётки, фонарные столбы, ограждения, ворота, урны, скамейки.
В городе есть ещё один завод — ОАО «Радий» (или «Каслинский радиозавод»), эвакуированный из Харькова осенью 1941 года. Он занимается производством технических средств охранно-пожарной сигнализации, спецтехники для МО РФ, бытовой электроники. Предоставляет услуги по разработке и изготовлению печатных плат под заказ (односторонние, двухсторонние с металлизацией, паяльная маска), проектированию и изготовлению штампов, пресс-форм, инструментов, по производству поверхностного монтажа SMD-элементов на автоматах, по изготовлению металлических и пластмассовых корпусов под заказ, цветной (полноцветной) и чёрно-белой печатной продукции на типографском оборудовании в заводской типографии.
В городе также имеются рыбзавод, швейная фабрика, опытный лесхоз.

## Культура
- Каслинское литьё
- Каслинский историко-художественный музей;
- Дворец культуры имени Захарова;
- Два центра детского творчества;
- Центральная городская библиотека;

## Образование
- Каслинский промышленно-гуманитарный техникум;
- Три общеобразовательных школы (24, 25 и 27);
- Музыкальная и художественная школы.

## Транспорт
Касли сообщаются автодорогами регионального значения с г. Кыштым (Кыштым — Касли), Красноуфимск (Красноуфимск — Нязепетровск — Верхний Уфалей — Касли), с ответвлением на Екатеринбург федеральной автодороги М5 Урал (100-й километр возле посёлка Тюбук).
Планируется, что через Касли пройдёт высокоскоростная железнодорожная магистраль Екатеринбург — Челябинск, являющейся составной частью высокоскоростной магистрали Москва — Пекин. При этом в Каслях будет создан мультимодальный пересадочный узел.
Городской общественный транспорт в городе представлен двумя маршрутами муниципального автобуса (маршруты 1 и 2) и несколькими частными службами городского и пригородного такси.

## Религия

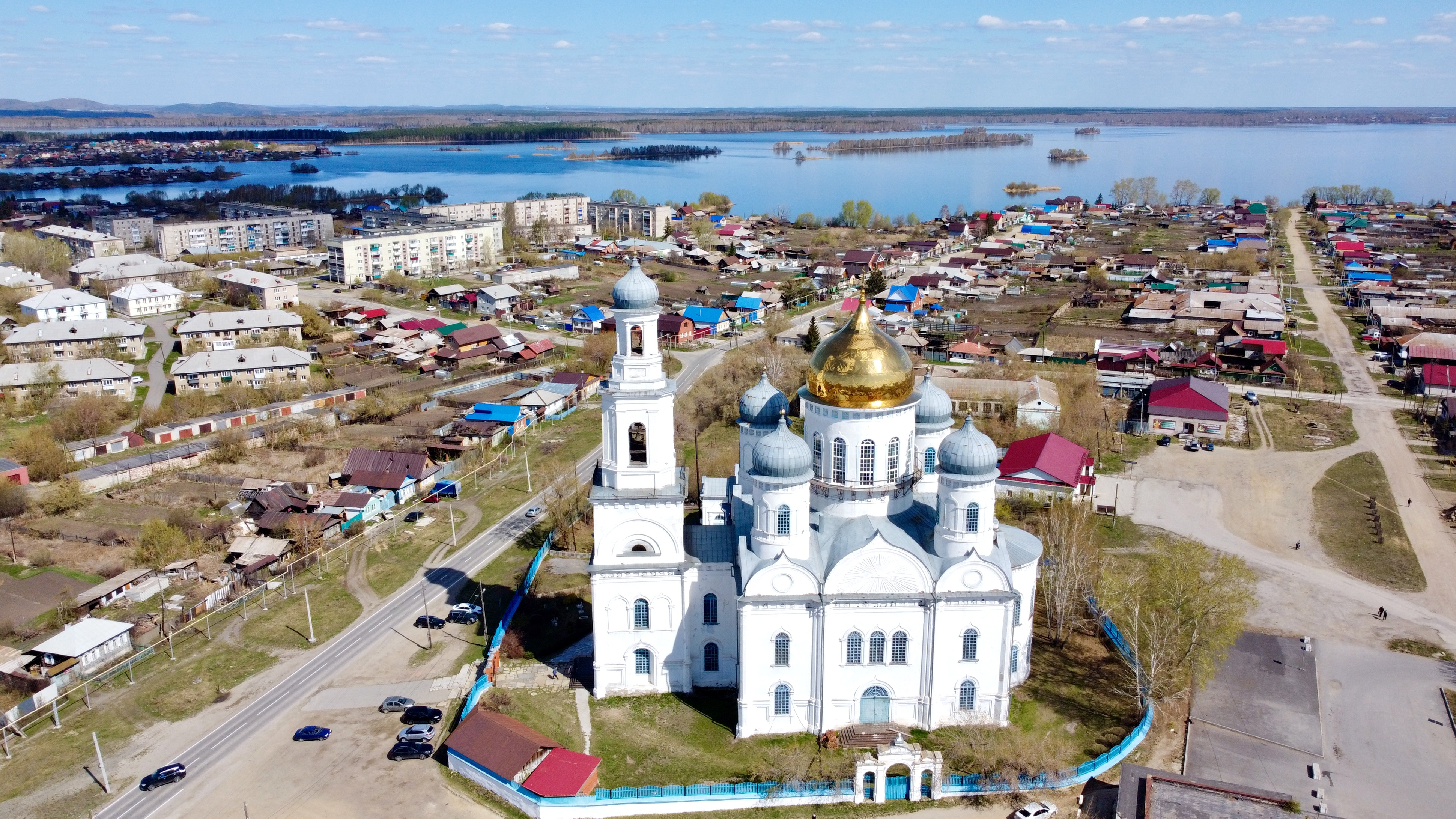
Вознесенская церковь
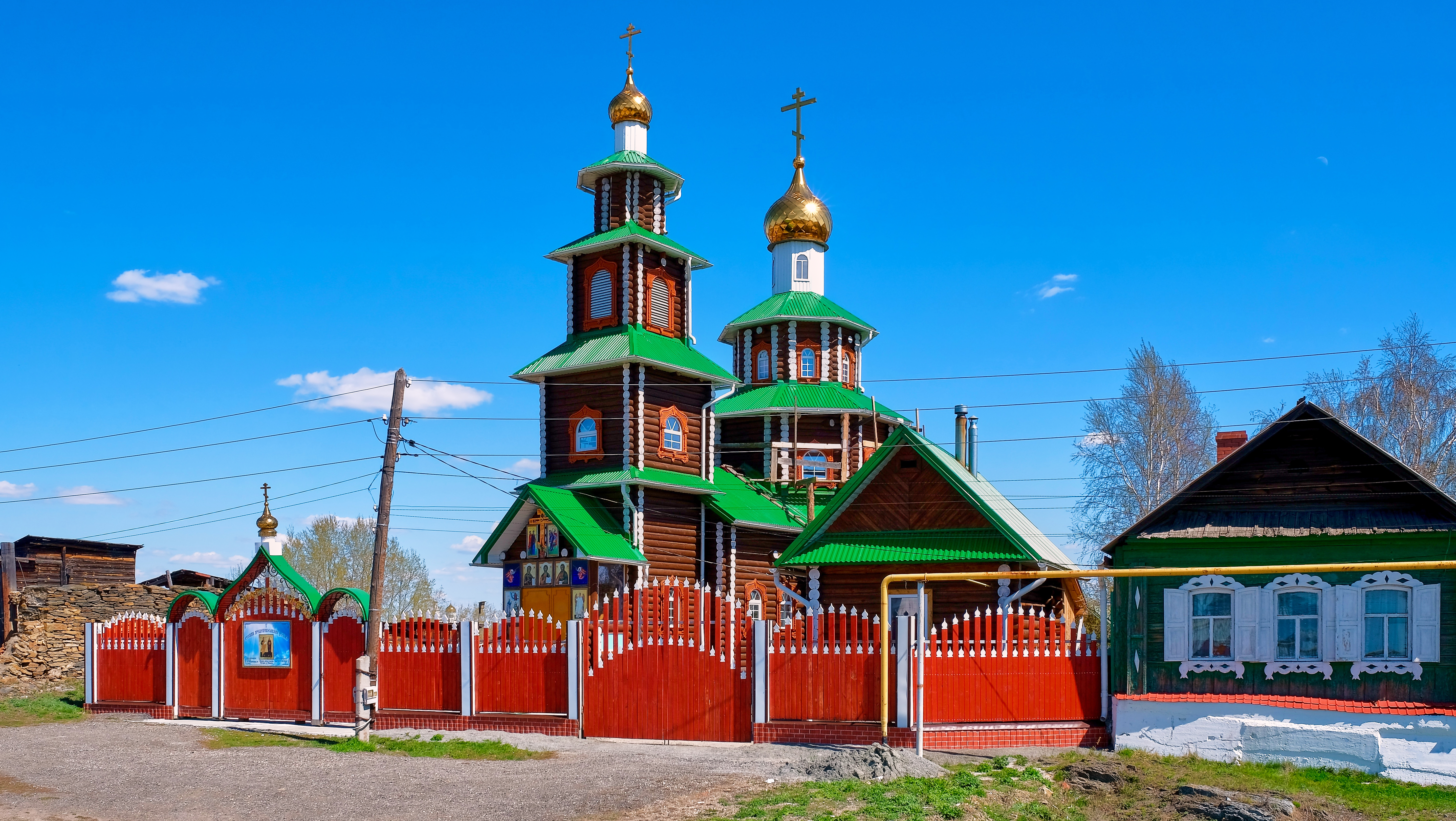
Петропавловская церковь

Православные храмы
- Православный храм Вознесения Господня построен в 1852 году по проекту архитектора Э. Х-Г. Сарториуса. В 1930 году храм был закрыт, в 1943 году его вернули православным. Является самым высоким зданием города. Высота колокольни с крестом — 56 м, диаметр главного купола — 11 м. Как и большинство других уральских храмов середины XIX в., построена в эклектическом Русско-византийском стиле. Под ней есть подземный ход, который до сих пор цел[32].
- Православный храм святого чудотворца Николая Мир Ликийских построен в 1861 году. Находится рядом с Вознесенским храмом и имеет с ним общую ограду.

Старообрядческие храмы
- Храм святых апостолов Петра и Павла Русской древлеправославной церкви в Каслях. Храм Петра и Павла в Каслях был построен в 2010—2013 годах по инициативе и при попечении семьи Павла Ивановича Чернышева. Материалом отец и сыновья Фёдор и Пётр выбрали дерево. Именно этот материал чаще всего применяли при строительстве церквей их предки. По форме храм представляет собой четверик, увенчанный двумя убывающими по ширине восьмериками, с колокольней[33].

Протестантские общины
- Дом молитвы христиан веры евангельской Свет Евангелия

## Достопримечательности
Комплекс, посвящённый революции и Гражданской войне начала прошлого века. На территории комплекса находится множество памятников — памятник рабочим, вставшим на защиту революции, в Каслях; братская могила павших за революцию. Могила борцов за революцию — братская могила борцов за революцию так же представляет собой настоящий монумент. Памятник над могилой увенчан знамёнами, по бокам памятные доски, на одной из которых начертаны имена людей, покоящихся здесь. На другой слова Ленина о необходимости помнить борцов за революцию.
Городское кладбище Каслей. На территории кладбища находятся уникальные памятники, установление больше века назад.
Завод-поселок на «Казанской тропе». Посёлок строился вместе с заводом — Каслинский завод, поэтому имеет одноимённое название. «Казанская тропа» — дорога, соединяющая город Тобольск с Кунгуром, Уфой и Казанью. Этот путь был более предпочтительным для купцов, которые не желали платить больших таможенных сборов и воеводских поборов на официальной дороге через Верхотурье.
Разрушенная церковь Успения Пресвятой Богородицы. Успенский храм — один из старейших в городе Касли, построен в XVIII веке стараниями заводовладельца Никиты Демидова. Это был первый каменный храм в Касли. Строительство началось в 1777 году, а в 1785 храм был освящён. В 1899 году началось расширение церкви, закончившееся в 1904 году. Пристроили северный и южный приделы, а также притвор. Церковь обнесли оградой чугунного литья и поставили арочные каменные ворота с трёх сторон, кроме восточной. Историю новомучеников можно прочитать в статье.
Руины церкви Успения Божьей Матери — первый каменный храма в Каслях.
Чугунные изделия каслинских мастеров.
Одной из главных достопримечательностей города Касли является Музей художественного литья — один из двух специализированных музеев художественного литья в России (второй находится в соседнем городе Куса). Музей открыт в 1963 году. Основу его составляет уникальная коллекция чугунных отливок, выполненных в XIX—XX веках на Каслинском заводе. Здесь представлены изделия каслинских мастеров всех поколений: «кабинетное литьё», образцы русской и зарубежной скульптуры и декоративно-прикладного искусства, чугунная мебель, бытовые и культовые изделия. Особый интерес представляют миниатюры, брелоки размером до 1,5 см, а также ставшая легендой чугунная цельнолитая цепочка. В музее представлены авторские работы большинства каслинских скульпторов XX века. В экспозиции музея более 150 образцов Каслинского литья; в его фонде — более десяти тысяч.
Одно из самых крупных и примечательных старых зданий Касли — не сохранившийся дом управляющего Каслинским заводом на Большой улице (ныне улица Советская), построенный в XVIII веке. После революции в нём был устроен клуб металлистов имени И. М. Захарова. Здание считалось памятником архитектуры, находилось на государственной охране. Однако к началу 1980-х без необходимого обслуживания здание начало разрушаться, в конце 1990-х остатки его были полностью уничтожены, на месте здания остался пустырь.
В городе сохранились здание госпиталя (1780 год), памятники промышленной архитектуры (XIX век).
Также интересно местное кладбище, где проводятся постоянные экскурсии. Его можно назвать музеем под открытым небом, так как многие ограды, надгробия являются художественным литьём, выполненным на Каслинском заводе.

Достопримечательности
Старинный госпиталь
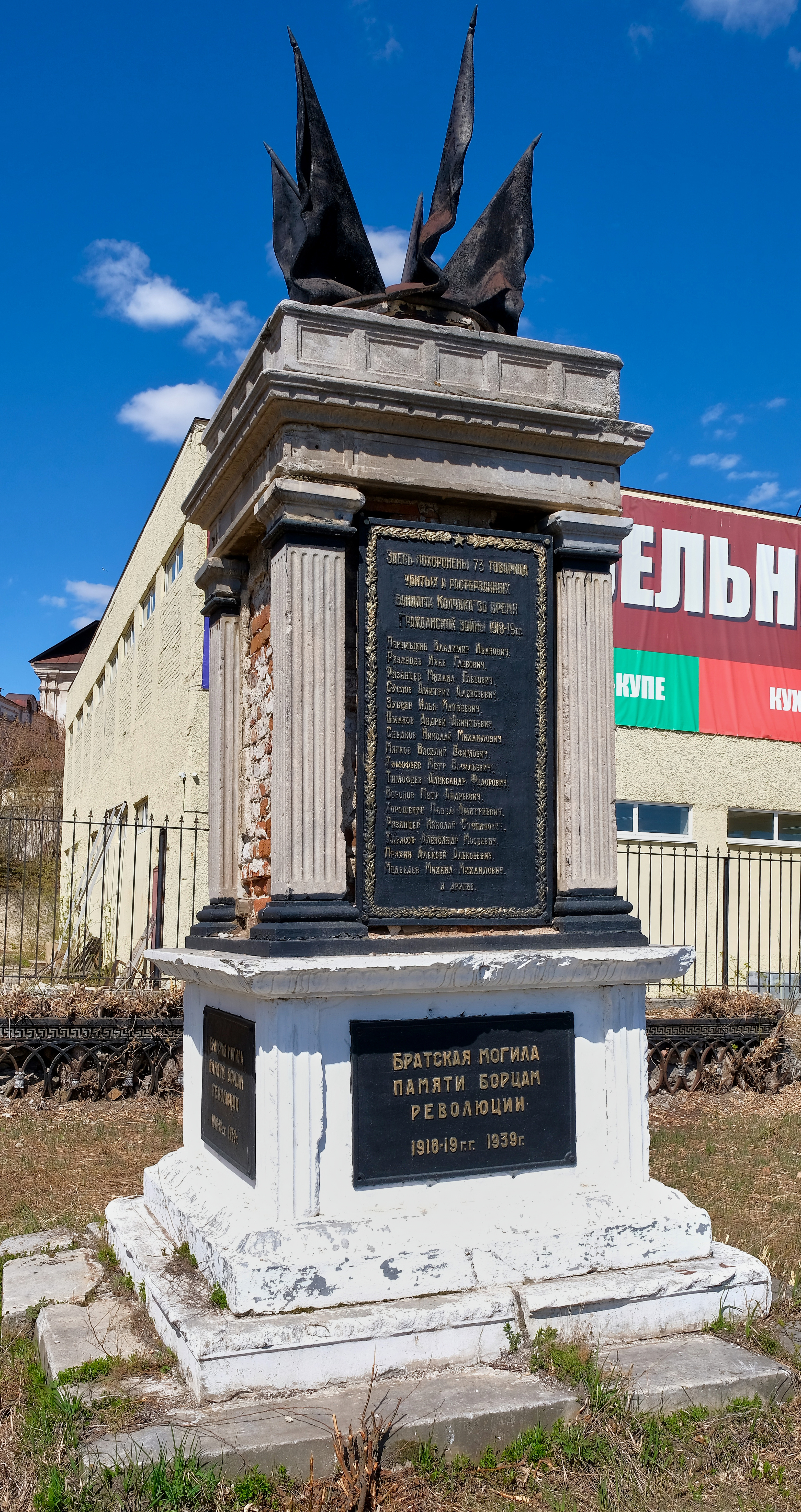
Братская могила красноармейцев
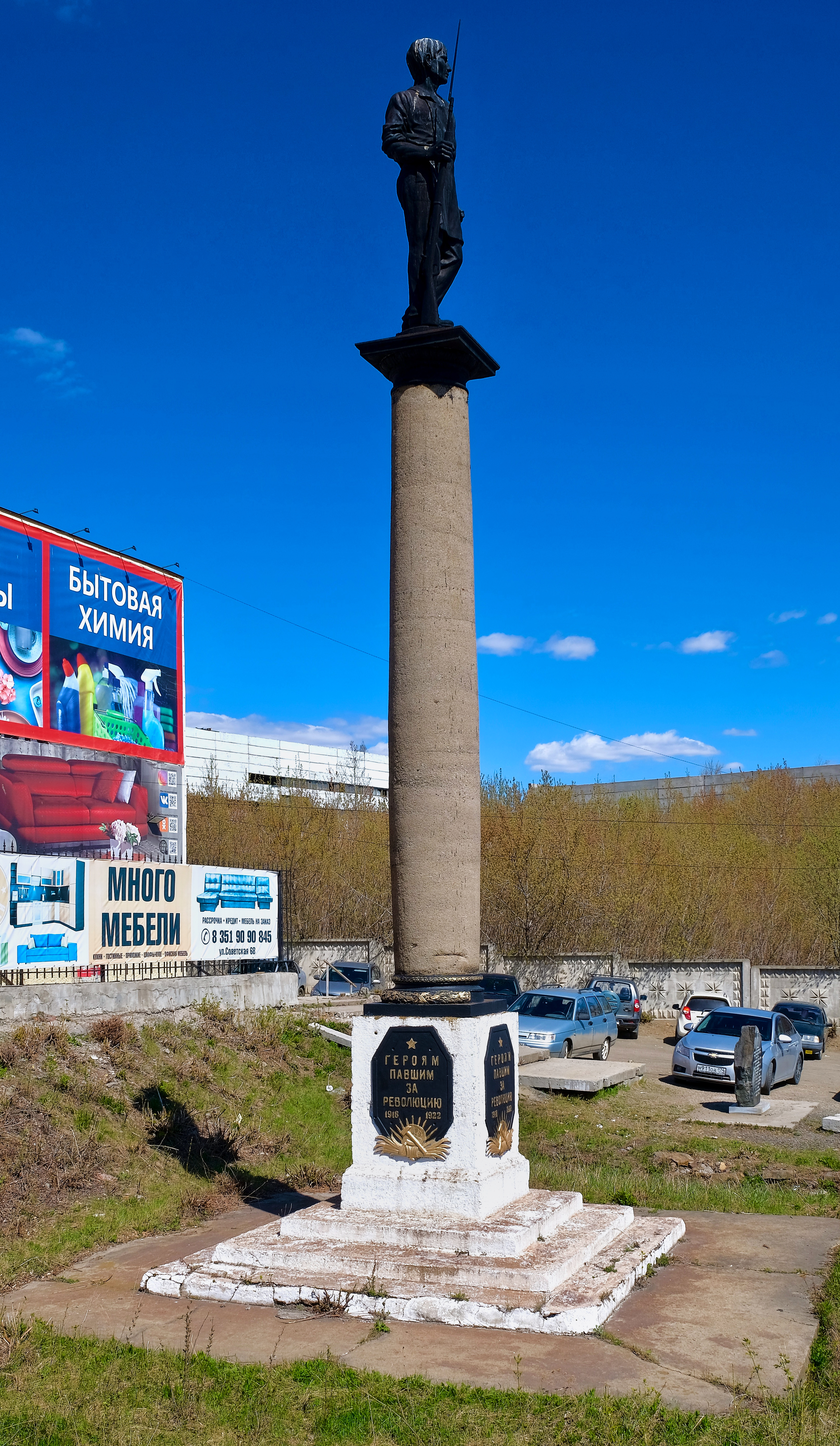
Памятник Героям, павшим за Революцию
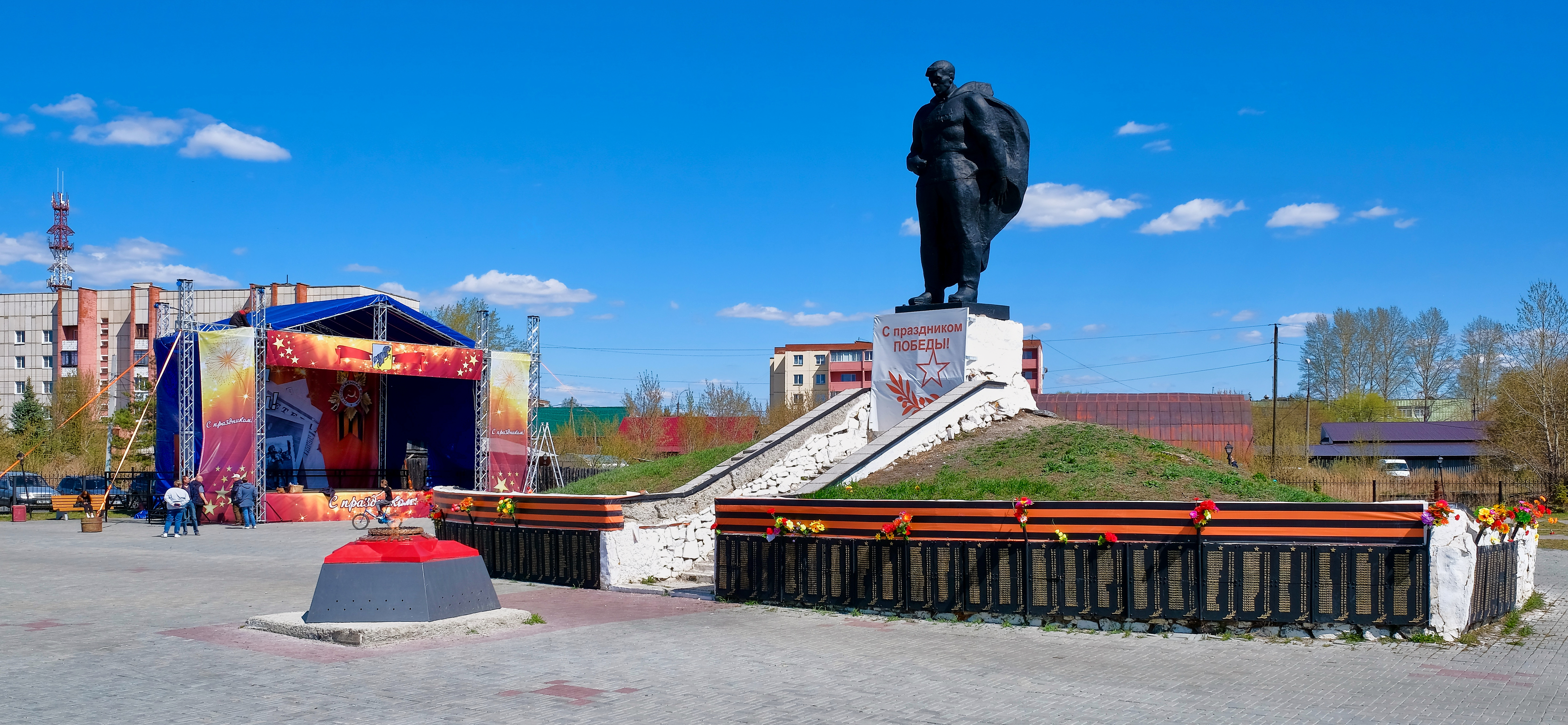
Воинский мемориал